# Nati nel 1982/Giugno
| Questa pagina contiene informazioni ricavate automaticamente dalle voci biografiche con l'ausilio del template Bio e di un bot. L'aggiornamento è periodico e automatico e ricostruisce completamente la pagina. Se manca una persona in questa lista, sei pregato di non aggiungerla, ma accertati piuttosto che la sua voce biografica contenga il template Bio e che i dati anagrafici siano correttamente compilati. Se il template Bio manca, inseriscilo tu stesso o, in alternativa, metti l'avviso {{tmp\|Bio}} che ne segnala la mancanza. Se i dati riportati sono sbagliati, correggi direttamente la voce biografica; le modifiche saranno visibili in questa lista entro pochi giorni. Per chiarimenti vedi il progetto biografie. La lista contiene solo le 367 persone che sono citate nell'enciclopedia e per le quali è stato implementato correttamente il template Bio. Pagina aggiornata al 18 ago 2025. |

- 1º giugno - Waleed Jahdali, calciatore saudita
- 1º giugno - Daniel Lopes Cruz, ex calciatore brasiliano
- 1º giugno - Justine Henin, allenatrice di tennis e ex tennista belga
- 1º giugno - Mehdi Kamrani, cestista iraniano
- 1º giugno - Domenic Mediate, ex calciatore statunitense
- 1º giugno - Matt Moussilou, ex calciatore francese
- 1º giugno - Eleazaro Rossi, comico e conduttore televisivo italiano
- 1º giugno - Deirdre Ryan, ex altista irlandese
- 1º giugno - Aerick Sanders, ex cestista e allenatore di pallacanestro statunitense
- 1º giugno - Taikai Uemoto, ex calciatore giapponese
- 1º giugno - Betsy Wolfe, attrice teatrale e cantante statunitense
- 2 giugno - Jamal Alioui, allenatore di calcio e ex calciatore marocchino
- 2 giugno - Abdul Buhari, discobolo britannico
- 2 giugno - Ákos Kovrig, ex calciatore ungherese
- 2 giugno - José Monteiro de Macedo, ex calciatore guineense
- 2 giugno - Antti Okkonen, ex calciatore finlandese
- 2 giugno - Jewel Staite, attrice canadese
- 2 giugno - Fredy Thompson, calciatore guatemalteco
- 2 giugno - Denis Trento, scialpinista italiano († 2024)
- 2 giugno - Eddy Viator, calciatore francese
- 3 giugno - Sebastian Armesto, attore britannico
- 3 giugno - Bang Seong-yun, ex cestista sudcoreano
- 3 giugno - Gaetano D'Agostino, allenatore di calcio e ex calciatore italiano
- 3 giugno - Santiago Hoyos, ex calciatore argentino
- 3 giugno - Elena Isinbaeva, ex astista russa
- 3 giugno - Dominique Jean-Zéphirin, ex calciatore francese
- 3 giugno - Christian Järdler, allenatore di calcio e ex calciatore svedese
- 3 giugno - Dieter Kindlmann, allenatore di tennis e ex tennista tedesco
- 3 giugno - Wytze Kooistra, pallavolista olandese
- 3 giugno - Jonas Larholm, ex pallamanista e allenatore di pallamano svedese
- 3 giugno - Manfred Mölgg, ex sciatore alpino italiano
- 3 giugno - Horacio Peralta, allenatore di calcio e ex calciatore uruguaiano
- 3 giugno - Selçuk Çebi, lottatore turco
- 4 giugno - Alpha Female, wrestler tedesca
- 4 giugno - Jin Au-Yeung, rapper e attore statunitense
- 4 giugno - Elisa Cella, ex pallavolista italiana
- 4 giugno - Gul'fija Chanafeeva, ex martellista russa
- 4 giugno - Giuseppe De Vita, ex canottiere italiano
- 4 giugno - Sean Finn, ex cestista statunitense
- 4 giugno - Tim Gilissen, ex calciatore olandese
- 4 giugno - Matthew Gilks, allenatore di calcio e ex calciatore inglese
- 4 giugno - Dan Hipkiss, rugbista a 15 britannico
- 4 giugno - Abel Kirui, maratoneta keniota
- 4 giugno - Pablo Darío López, ex calciatore argentino
- 4 giugno - Melissa Molinaro, attrice e cantante canadese
- 4 giugno - Namkung Do, ex calciatore sudcoreano
- 4 giugno - Maria Olaru, ex ginnasta rumena
- 4 giugno - Sébastien Portal, ex ciclista su strada francese
- 4 giugno - Dragana Tomašević, discobola serba
- 4 giugno - Martin Vráblík, ex sciatore alpino ceco
- 4 giugno - Amelia Warner, attrice e cantautrice britannica
- 4 giugno - Dan Warry-Smith, attore canadese
- 5 giugno - Cao Shui, poeta, scrittore e sceneggiatore cinese
- 5 giugno - Diego Centurión, calciatore paraguaiano
- 5 giugno - Achille Emana, ex calciatore camerunese
- 5 giugno - Vanessa Hayden, ex cestista statunitense
- 5 giugno - Luca Infante, dirigente sportivo e ex cestista italiano
- 5 giugno - Zvjezdan Misimović, ex calciatore bosniaco
- 5 giugno - Scott Speer, regista, produttore cinematografico e scrittore statunitense
- 5 giugno - Simione Tamanisau, calciatore e giocatore di calcio a 5 figiano
- 5 giugno - Yoo In-na, attrice sudcoreana
- 6 giugno - Casto Espinosa, ex calciatore spagnolo
- 6 giugno - Oliver Fink, ex calciatore tedesco
- 6 giugno - Diána Mészáros, supermodella ungherese
- 6 giugno - Marian Oprea, triplista rumeno
- 6 giugno - David Patrizi, ex giocatore di calcio a 5 italiano
- 6 giugno - Marina Puškar, ex cestista serba
- 6 giugno - William Ryder, rugbista a 15 figiano
- 6 giugno - Jaxson Ryker, ex wrestler statunitense
- 6 giugno - Uku Suviste, cantautore estone
- 7 giugno - 12th Planet, disc jockey e produttore discografico statunitense
- 7 giugno - Pedro Gómez Carmona, allenatore di calcio spagnolo
- 7 giugno - Shawn King, cestista sanvincentino
- 7 giugno - Germán Lux, allenatore di calcio e ex calciatore argentino
- 7 giugno - Amy Nuttall, attrice e soprano britannica
- 7 giugno - Bartłomiej Pawełczak, canottiere polacco
- 7 giugno - Aristide Ratti, ex ciclista su strada italiano
- 7 giugno - Aya Shimokozuru, ex calciatrice giapponese
- 7 giugno - Ante Vitaić, allenatore di calcio e ex calciatore croato
- 7 giugno - Frane Vitaić, ex calciatore croato
- 7 giugno - Lee Williamson, ex calciatore giamaicano
- 8 giugno - Matteo Barbini, ex rugbista a 15 italiano
- 8 giugno - Michael Cammalleri, ex hockeista su ghiaccio canadese
- 8 giugno - Alessandro Della Valle, ex calciatore sammarinese
- 8 giugno - Dickson Etuhu, ex calciatore nigeriano
- 8 giugno - Mark Gangloff, ex nuotatore statunitense
- 8 giugno - Irina Lazareanu, modella canadese
- 8 giugno - Josh Pence, attore statunitense
- 8 giugno - Nadia Petrova, ex tennista russa
- 8 giugno - Alberto Vernet Basualdo, ex rugbista a 15 argentino
- 8 giugno - Martina Weber, ex cestista tedesca
- 9 giugno - Haidar Abdul-Razzaq, calciatore iracheno († 2022)
- 9 giugno - Mamuk'a Bakht'adze, politico e economista georgiano
- 9 giugno - Abdoulie Corr, ex calciatore gambiano
- 9 giugno - Anatolij Didenko, ex calciatore ucraino
- 9 giugno - Tadatoshi Fujimaki, fumettista giapponese
- 9 giugno - Reneilwe Letsholonyane, ex calciatore sudafricano
- 9 giugno - Roy Peter Link, attore tedesco
- 9 giugno - Sindre Marøy, calciatore norvegese
- 9 giugno - Raúl Mena, ex cestista spagnolo
- 9 giugno - Connect-R, cantante e produttore discografico rumeno
- 9 giugno - Johnny O'Connor, rugbista a 15 irlandese
- 9 giugno - Yoshito Ōkubo, ex calciatore giapponese
- 9 giugno - Andrea Quarta, giocatore di biliardo italiano
- 9 giugno - Daphne Rosen, ex attrice pornografica israeliana
- 9 giugno - Norma Ruiz, attrice spagnola
- 9 giugno - Roslinda Samsu, ex astista malaysiana
- 9 giugno - Timmy Trumpet, disc jockey, trombettista e produttore discografico australiano
- 9 giugno - Christina Stürmer, cantante austriaca
- 9 giugno - Wang Wanpeng, calciatore cinese
- 10 giugno - Etienne Barbara, ex calciatore maltese
- 10 giugno - Rachid Ben Ali, lottatore francese
- 10 giugno - Massimo Bonanni, allenatore di calcio e ex calciatore italiano
- 10 giugno - Issa Doumbia, attore e personaggio televisivo francese
- 10 giugno - Steve Guerdat, cavaliere svizzero
- 10 giugno - Tara Lipinski, ex pattinatrice artistica su ghiaccio e attrice statunitense
- 10 giugno - Jonathan Moore, ex cestista statunitense
- 10 giugno - Laleh Pourkarim, cantautrice e attrice svedese
- 10 giugno - Elyse Sewell, modella statunitense
- 10 giugno - Maddalena di Svezia, principessa svedese
- 10 giugno - Sami Tajeddine, ex calciatore marocchino
- 10 giugno - Artur Tlisov, ex calciatore russo
- 10 giugno - Lamine Traoré, ex calciatore burkinabé
- 11 giugno - Oscar Andersson, ex sciatore alpino svedese
- 11 giugno - Vanessa Boslak, astista francese
- 11 giugno - Kamel Chafni, calciatore marocchino
- 11 giugno - Tomas Delininkaitis, ex cestista lituano
- 11 giugno - Jacques Freitag, altista sudafricano († 2024)
- 11 giugno - Joey Graham, ex cestista statunitense
- 11 giugno - Stephen Graham, ex cestista e allenatore di pallacanestro statunitense
- 11 giugno - Ilir Nallbani, ex calciatore kosovaro
- 11 giugno - Håkon Opdal, ex calciatore norvegese
- 11 giugno - Eldar Rønning, ex fondista norvegese
- 11 giugno - Simon Senft, schermidore tedesco
- 11 giugno - Diana Taurasi, ex cestista statunitense
- 12 giugno - Bonifacio Angius, regista, sceneggiatore e attore italiano
- 12 giugno - Carlos Báez Appleyard, ex calciatore paraguaiano
- 12 giugno - Marco Caudana, judoka italiano
- 12 giugno - Chase Chang, musicista, cantante e attore taiwanese
- 12 giugno - Carson Cooman, compositore e organista statunitense
- 12 giugno - Antonio d'Albero, allenatore di pallacanestro italiano
- 12 giugno - Aleksandr Dobroskok, tuffatore russo
- 12 giugno - Loïc Duval, pilota automobilistico francese
- 12 giugno - Garry Hill-Thomas, ex cestista e allenatore di pallacanestro statunitense
- 12 giugno - Rogério Luiz da Silva, ex calciatore brasiliano
- 12 giugno - Natália Milanová, storica e politica slovacca
- 12 giugno - Sébastien Minard, ex ciclista su strada francese
- 12 giugno - Anatoli Ponomaryov, ex calciatore azero
- 12 giugno - Marko Popović, dirigente sportivo e ex cestista croato
- 12 giugno - Iván Silva, pilota motociclistico spagnolo
- 12 giugno - Vivian Wickham, ex calciatore salomonese
- 12 giugno - Andreas Wolf, ex calciatore e allenatore di calcio tedesco
- 13 giugno - Kenenisa Bekele, mezzofondista e maratoneta etiope
- 13 giugno - Krzysztof Bosak, politico polacco
- 13 giugno - Chris Cusiter, ex rugbista a 15 scozzese
- 13 giugno - Kevin Francis, allenatore di sci alpino e ex sciatore alpino statunitense
- 13 giugno - Pieter Ghyllebert, ex ciclista su strada e ex ciclocrossista belga
- 13 giugno - Jess Manafort, regista e sceneggiatrice statunitense
- 13 giugno - Johannes Strasser, ex cestista, allenatore di pallacanestro e dirigente sportivo tedesco
- 13 giugno - Keita Sugimoto, ex calciatore giapponese
- 14 giugno - Freddie Gibbs, rapper statunitense
- 14 giugno - Jamie Green, pilota automobilistico britannico
- 14 giugno - Lang Lang, pianista cinese
- 14 giugno - Facundo Oreja, allenatore di calcio e ex calciatore argentino
- 14 giugno - Trine Rønning, ex calciatrice norvegese
- 14 giugno - Lawrence Saint-Victor, attore statunitense
- 14 giugno - Iridia Salazar, ex taekwondoka messicana
- 14 giugno - Aleš Škerle, ex calciatore ceco
- 14 giugno - Douwe de Vries, pattinatore di velocità su ghiaccio olandese
- 15 giugno - Dušan Anđelković, ex calciatore serbo
- 15 giugno - Anna Bilotti, politica italiana
- 15 giugno - Matt Brase, allenatore di pallacanestro statunitense
- 15 giugno - Devon Campbell, ex cestista canadese
- 15 giugno - Katie Chapman, ex calciatrice britannica
- 15 giugno - Júlio César Coelho de Moraes Júnior, ex calciatore brasiliano
- 15 giugno - Feyyaz Duman, attore turco
- 15 giugno - Matilda Ekholm, tennistavolista svedese
- 15 giugno - Atli Gregersen, calciatore faroese
- 15 giugno - Mamadi Kaba, calciatore guineano
- 15 giugno - Rob McClure, attore e cantante statunitense
- 15 giugno - Paula Morales, attrice e modella uruguaiana
- 15 giugno - Angelo Rea, procuratore sportivo e ex calciatore italiano
- 15 giugno - Pavel Solomin, ex calciatore uzbeko
- 15 giugno - Levente Szijarto, ex cestista rumeno
- 15 giugno - Carter Trevisani, ex hockeista su ghiaccio canadese
- 15 giugno - Berit Wiacker, bobbista tedesca
- 16 giugno - Jorge Azanza, dirigente sportivo e ex ciclista su strada spagnolo
- 16 giugno - Francesco Castiglione, attore italiano
- 16 giugno - Natasha Cicognani, annunciatrice televisiva e attrice italiana
- 16 giugno - Matt Costa, cantautore statunitense
- 16 giugno - Jerricho Cotchery, ex giocatore di football americano statunitense
- 16 giugno - Stein Huysegems, ex calciatore belga
- 16 giugno - Eric Jacobsen, direttore d'orchestra e violoncellista statunitense
- 16 giugno - Carla MacLeod, ex hockeista su ghiaccio e allenatrice di hockey su ghiaccio canadese
- 16 giugno - Aqil Nəbiyev, allenatore di calcio e ex calciatore azero
- 16 giugno - Missy Peregrym, attrice canadese
- 16 giugno - Gregory Richardson, calciatore guyanese
- 16 giugno - Albert Rocas, ex pallamanista spagnolo
- 16 giugno - Rəşad Fərhad Sadıqov, allenatore di calcio e ex calciatore azero
- 16 giugno - Aureliano Torres, ex calciatore paraguaiano
- 16 giugno - Chris Wingert, ex calciatore statunitense
- 16 giugno - Łukasz Załuska, ex calciatore polacco
- 17 giugno - Alexandre Alphonse, allenatore di calcio e ex calciatore francese
- 17 giugno - Víctor Curto, ex calciatore spagnolo
- 17 giugno - Arthur Darvill, attore britannico
- 17 giugno - Alex, ex calciatore brasiliano
- 17 giugno - Waleed Hamzah, ex calciatore qatariota
- 17 giugno - Stanislava Hrozenská, tennista slovacca
- 17 giugno - Anders Johansen, arbitro di calcio norvegese
- 17 giugno - Ville Koistinen, hockeista su ghiaccio finlandese
- 17 giugno - Grant Langston, pilota motociclistico sudafricano
- 17 giugno - Ali Mejbel, calciatore qatariota
- 17 giugno - Rogelio Pacquiao, politico filippino
- 17 giugno - Mario Pérez Zúñiga, ex calciatore messicano
- 17 giugno - Dramane Traoré, ex calciatore maliano
- 17 giugno - Jodie Whittaker, attrice britannica
- 18 giugno - Nadir Belhadj, ex calciatore francese
- 18 giugno - Marco Borriello, dirigente sportivo e ex calciatore italiano
- 18 giugno - George Halkidis, ex hockeista su ghiaccio canadese
- 18 giugno - Michael Jenkins, giocatore di football americano statunitense
- 18 giugno - Fabien Lefèvre, canoista francese
- 18 giugno - Mateusz Ligocki, snowboarder polacco
- 18 giugno - Vadym Pružanov, tastierista ucraino
- 18 giugno - Ahmad Salah Alwan, allenatore di calcio e ex calciatore iracheno
- 18 giugno - Eva Trautmann, pentatleta tedesca
- 19 giugno - May Andersen, modella danese
- 19 giugno - Joe Cheng, modello e attore taiwanese
- 19 giugno - Aleksandr Frolov, hockeista su ghiaccio russo
- 19 giugno - Matthias Holst, ex calciatore tedesco
- 19 giugno - Diana Munz, nuotatrice statunitense
- 19 giugno - David Pollack, ex giocatore di football americano statunitense
- 19 giugno - Chris Vermeulen, pilota motociclistico australiano
- 19 giugno - Gabriella Wright, attrice britannica
- 19 giugno - Michael Yarmush, attore e doppiatore canadese
- 20 giugno - Vasilij Berezuckij, allenatore di calcio e ex calciatore russo
- 20 giugno - Aleksej Berezuckij, allenatore di calcio e ex calciatore russo
- 20 giugno - Caterina Carone, regista, sceneggiatrice e pittrice italiana
- 20 giugno - George Forsyth, ex calciatore e politico peruviano
- 20 giugno - Example, cantante e rapper britannico
- 20 giugno - Robert Johnson, giocatore di football americano e allenatore di football americano statunitense
- 20 giugno - Jahor Lapo, pentatleta bielorusso
- 20 giugno - Karim Leklou, attore francese
- 20 giugno - Luca Lotti, politico italiano
- 20 giugno - Diego Armando Mejía, ex calciatore salvadoregno
- 20 giugno - April Ross, ex pallavolista e giocatrice di beach volley statunitense
- 20 giugno - Necar Zadegan, attrice statunitense
- 21 giugno - Roman Adamov, ex calciatore russo
- 21 giugno - Danny Buijs, allenatore di calcio e ex calciatore olandese
- 21 giugno - William, principe del Galles, principe britannico
- 21 giugno - Amisha Carter, ex cestista statunitense
- 21 giugno - Andrey Fïnonçenko, allenatore di calcio e ex calciatore kazako
- 21 giugno - David Perkins, ex calciatore inglese
- 21 giugno - Andrea Rock, conduttore radiofonico, personaggio televisivo e musicista italiano
- 21 giugno - Jussie Smollett, attore e cantante statunitense
- 21 giugno - Valerij Sokolenko, calciatore ucraino
- 21 giugno - Benjamin Walker, attore statunitense
- 22 giugno - Hamad Al-Montashari, ex calciatore saudita
- 22 giugno - Gustave Bebbe, ex calciatore camerunese
- 22 giugno - Mati Diop, attrice, regista e sceneggiatrice francese
- 22 giugno - Andoni Iraola, allenatore di calcio e ex calciatore spagnolo
- 22 giugno - Ian Kinsler, ex giocatore di baseball statunitense
- 22 giugno - Matt Lauria, attore statunitense
- 22 giugno - Angelica Leo, attrice italiana
- 22 giugno - Simone Leonardi, attore, doppiatore e regista teatrale italiano
- 22 giugno - Trond Fredrik Ludvigsen, allenatore di calcio e ex calciatore norvegese
- 22 giugno - Margareth Madè, attrice e modella italiana
- 22 giugno - Maria Marzana, politica italiana
- 22 giugno - Tetsuya Naito, wrestler giapponese
- 22 giugno - Nicole Powell, ex cestista e allenatrice di pallacanestro statunitense
- 22 giugno - Barbara Ronchi, attrice italiana
- 22 giugno - Kristof Vliegen, ex tennista belga
- 23 giugno - Candice Alley, cantautrice australiana
- 23 giugno - Yohann Eudeline, ex calciatore francese
- 23 giugno - Anja Milenkovič, calciatrice slovena
- 23 giugno - Joona Puhakka, tuffatore finlandese
- 23 giugno - Martin Rolinski, cantante svedese
- 23 giugno - Nicola Sanders, ex velocista e ostacolista britannica
- 23 giugno - Denys Šelichov, calciatore ucraino
- 23 giugno - Ali Silas, ex calciatore vanuatuano
- 24 giugno - Francesco Cannizzaro, politico italiano
- 24 giugno - Serginho Greene, ex calciatore olandese
- 24 giugno - Rafał Grzelak, ex calciatore polacco
- 24 giugno - Sylvain Guintoli, pilota motociclistico francese
- 24 giugno - Nataša Janić, canoista ungherese
- 24 giugno - Joanna Kulig, attrice polacca
- 24 giugno - José Mendoza Zambrano, ex calciatore peruviano
- 24 giugno - Cristian Montero, ex calciatore costaricano
- 24 giugno - Kevin Nolan, allenatore di calcio e ex calciatore inglese
- 24 giugno - Lotte Verbeek, attrice olandese
- 24 giugno - Wei Yili, giocatrice di badminton cinese
- 25 giugno - William Bonnet, ex ciclista su strada francese
- 25 giugno - Cécile Cassel, attrice e cantautrice francese
- 25 giugno - Frank Demouge, ex calciatore olandese
- 25 giugno - A'ala Hubail, ex calciatore bahreinita
- 25 giugno - Rain, cantante e attore sudcoreano
- 25 giugno - Michail Južnyj, ex tennista e allenatore di tennis russo
- 25 giugno - Andrej Kobenko, ex calciatore russo
- 25 giugno - Tom Lipinski, attore statunitense
- 25 giugno - Claudia Morandini, conduttrice televisiva, conduttrice radiofonica e ex sciatrice alpina italiana
- 25 giugno - Fernando Navarro, ex calciatore spagnolo
- 25 giugno - Erik Pears, ex giocatore di football americano statunitense
- 25 giugno - Artim Položani, allenatore di calcio e ex calciatore macedone
- 25 giugno - Lola Ponce, cantante e attrice argentina
- 25 giugno - Small Hands, attore pornografico e cantante statunitense
- 25 giugno - Guillermo Vallori, ex calciatore spagnolo
- 26 giugno - Vladimir Akhalaia, ex calciatore georgiano
- 26 giugno - Despo Rutti, rapper francese
- 26 giugno - Gaël Genevier, ex calciatore francese
- 26 giugno - Ursula Holl, ex calciatrice tedesca
- 26 giugno - Zuzana Kučová, ex tennista slovacca
- 26 giugno - Yūta Murai, ex giocatore di football americano giapponese
- 26 giugno - Filip Pejović, ex calciatore serbo
- 26 giugno - Branimir Petrović, ex calciatore e allenatore di calcio serbo
- 26 giugno - Tolga Safer, attore britannico
- 26 giugno - Tayara Maria de Jesus Pesenti, ex cestista brasiliana
- 27 giugno - Nasser Al-Shami, pugile siriano
- 27 giugno - Antwain Barbour, ex cestista statunitense
- 27 giugno - Silvia Cannas, modella italiana
- 27 giugno - Nikola Davidović, ex giocatore di football americano e dirigente sportivo serbo
- 27 giugno - Saint Lu, cantante e cantautrice austriaca
- 27 giugno - Jerel Ifil, ex calciatore inglese
- 27 giugno - Simon Mensing, ex calciatore tedesco
- 27 giugno - Energy Murambadoro, ex calciatore zimbabwese
- 27 giugno - Ri Han-jae, calciatore nordcoreano
- 27 giugno - Takeru Shibaki, attore giapponese
- 27 giugno - Djénébou Sissoko, ex cestista maliana
- 27 giugno - Densill Theobald, ex calciatore trinidadiano
- 27 giugno - Dany Verissimo, attrice cinematografica e attrice pornografica francese
- 28 giugno - Rorys Aragón, ex calciatore ecuadoriano
- 28 giugno - Ibrahim Camejo, lunghista cubano
- 28 giugno - Herby Fortunat, ex calciatore francese
- 28 giugno - Irak'li Gharibashvili, politico georgiano
- 28 giugno - Dwayne Leo, calciatore grenadino
- 28 giugno - Grazi Massafera, attrice e conduttrice televisiva brasiliana
- 28 giugno - Marco Nigg, ex calciatore liechtensteinese
- 28 giugno - Tomislav Pačovski, ex calciatore macedone
- 28 giugno - Valentina Piroli, ex cestista italiana
- 28 giugno - Vladimir Alekseevič Potkin, scacchista russo
- 28 giugno - Leonid Sarafanov, danzatore russo
- 28 giugno - Hussain Seraj, calciatore kuwaitiano
- 28 giugno - Jason Tam, attore, cantante e ballerino statunitense
- 29 giugno - Sara Di Filippo, allenatrice di calcio e ex calciatrice italiana
- 29 giugno - Pablo Herrera, giocatore di beach volley spagnolo
- 29 giugno - Amber Jacobs, ex cestista e allenatrice di pallacanestro statunitense
- 29 giugno - Colin Jost, comico e attore statunitense
- 29 giugno - Giancarlo Maldonado, ex calciatore venezuelano
- 29 giugno - Carlo Mammarella, ex calciatore italiano
- 29 giugno - Matthew Mercer, doppiatore e personaggio televisivo statunitense
- 29 giugno - Lily Rabe, attrice statunitense
- 29 giugno - Rafinha, ex calciatore brasiliano
- 29 giugno - Gennaro Tessitore, cestista italiano
- 29 giugno - Admir Vladavić, ex calciatore bosniaco
- 30 giugno - Big Pokey, rapper statunitense († 2023)
- 30 giugno - Lizzy Caplan, attrice statunitense
- 30 giugno - Erick Delgado, ex calciatore peruviano
- 30 giugno - Amer Delić, ex tennista bosniaco
- 30 giugno - Paul Di Giacomo, ex calciatore scozzese
- 30 giugno - Thomas Gebauer, ex calciatore tedesco
- 30 giugno - Otis Harris, velocista statunitense
- 30 giugno - Zach Makovsky, artista marziale misto statunitense
- 30 giugno - Sevinch Mo'minova, cantante uzbeka
- 30 giugno - Barbara Moriggl, ex fondista italiana
- 30 giugno - Janine Pietsch, nuotatrice tedesca
- 30 giugno - Lucy Punch, attrice britannica
- 30 giugno - Shō Sasaki, ex giocatore di badminton giapponese
- 30 giugno - Pablo Alejandro Verón, ex calciatore argentino
- 30 giugno - Ashley Walters, attore e rapper britannico